# 塔博尔村
塔博尔村（匈牙利語：Táborfalva）是匈牙利佩斯州所辖的一个村。总面积42.05平方公里，总人口3353，人口密度79.7人/平方公里（2011年1月1日）。